# 红色恐慌

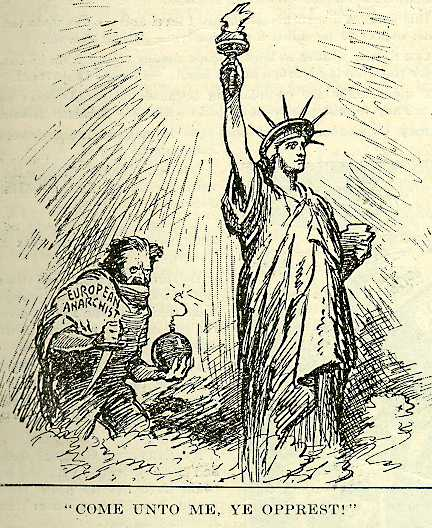
欧洲的无政府主义者企图炸毁纽约自由女神像的宣传画，1919年

紅色恐慌（英語：Red Scare）是指於美國在20世紀興起的反左派風潮，對於社會主義與共產主義出現道德恐慌。其名稱來自於象徵社會主義與共產主義的紅旗。
常分为两段。第一段自1917年俄国十月革命爆发后延续至1920年，恐慌受到欧洲的影响，美国工人以及社会主义者爆发政治激进主义或革命运动。第二段是由共和黨参议员約瑟夫·麥卡錫于1947年發起且几乎贯穿全部1950年代的麦卡锡主义。恐慌来自于美国国内外共产主义者对美国社会的影响以及对联邦政府的间谍行为，因此美國政府制定形形色色的反共政策，使國民接受了國家安全與反共密不可分的思想觀念。此外，紅色恐慌的觀念和麥卡錫主義有密切的關係。

## 第一次红色恐慌
第一次世界大战后期，欧洲无政府主义者和左翼政治的躁动以及暴力加剧了现存国家的社会和政治紧张局势。

## 第二次红色恐慌
麥卡錫主義是在1950年代初，由約瑟夫·麥卡錫煽起的，在美國全國性的反共“十字軍運動”。以他為首腦的該運動大肆渲染共產黨侵入美國政府和美國輿論界，促使成立“非美調查委員會”，在文藝界和政府部門煽動人們互相揭發。許多著名演員如查理·卓別林和發明原子彈的科學家羅伯特·奧本海默等都受到迫害，被指控爲向蘇聯透露機密和爲蘇聯充當間諜。1953年6月19日，科學家艾瑟爾與朱利葉斯·羅森堡夫婦爲此被判上電椅死刑。
1954年，麥卡錫主義達到頂端。他指控美軍和政府官員從事顛覆活動，爲此舉行了長達36天的聽證會，同時向全國進行電視直播。美國國內外的輿論開始指責他是“蠱惑民心的煽動家”。11月中期選舉，共和黨失去參議院的多數，麥卡錫被免去非美調查委員會主席的職務。12月2日，參議院以67票對22票通過決議，正式譴責麥卡錫“違反參議院傳統”的行爲。雖說麥卡錫主義時代結束，不過紅色恐慌影響層面甚廣，「反共為美國的惟一選擇」成為日後多年的美國國家政策。

## 新紅色恐慌
美國《紐約時報》報導指，中國崛起速度、日益增長的軍事和經濟實力，令到美國感到非常焦慮，因而出現了新一波的“紅色恐慌”，美國兩大黨民主黨和共和黨都在公開場合表達反華情緒，所制定的政策也與前兩次紅色恐慌時期的越來越相似，比如所謂的中國行動计划。據《經濟學人》報導，新紅色恐慌導緻美國政府“越來越以懷疑地目光看待美國大學校園裡的中國學生”。
2019年3月25日，一個名為“當前危險委員會：中國”（CPDC）的機構成立，它被批評為促進美國紅色恐慌政治的復興，而且由於機構與陰謀論者弗蘭克加夫尼和保守派活動家史蒂夫班農的聯繫也被廣受批評。外交家雜誌的戴維·斯基德莫爾 (David Skidmore)將其視為美國外交中“adolescent hysteria”的又一例證，是又一次“狂熱的十字軍東征”，將會造成了一些代價最慘重的錯誤。